# Kolumna w Igel
Kolumna w Igel (niem. Igeler Säule) –  pochodzący z połowy III w. n.e., najlepiej zachowany rzymski pomnik nagrobny na północ od Alp, znajdujący się w niemieckiej miejscowości Igel przy granicy z Luksemburgiem.

## Opis
23-metrowa kolumna powstała ok. 250 r. na zlecenie rodziny Sekundiniuszów – miejscowych kupców i latyfundystów wzbogaconych na handlu tkaninami. Jest to wysmuklona, czworoboczna, stożkowato zakończona wieża grobowa o czterech kondygnacjach, na wszystkich poziomach zdobiona płaskorzeźbami. Wykonano ją z czerwonego piaskowca i pokryto dekoracyjnymi reliefami przedstawiającymi sceny z życia codziennego kupców oraz sceny mitologiczne (m.in. Hylas i nimfy, Perseusz i Andromeda, Herakles, Achilles). Na stronie licowej wyobrażono członków rodziny fundatorów ponad tablicą o nieco uszkodzonej inskrypcji nagrobnej. Monument pierwotnie był barwnie malowany.
Pod względem architektonicznym czworokątny słup z kamienia ciosanego podzielony jest na wzniesioną na masywnym cokole część główną z belkowaniem i bogato rzeźbionymi fryzami przedzielonymi wąskimi gzymsami, oraz na attykę z czterema reliefowymi frontonami powyżej. Część szczytową (3,5 m) stanowi piramidalna kolumna z rzeźbionym zakończeniem (szyszka pinii okolona 4 głowami) i akroterionem w postaci mocno zniszczonej rzeźby orła z rozpostartymi skrzydłami, wyobrażającej niegdyś porwanie Ganimedesa.

## Znaczenie
Pomnik, którego fundatorami byli bracia Lucjusz Secundinius Aventinus i Lucjusz Secundinius Securus, miał nie tylko upamiętniać ich oraz innych zmarłych z rodziny, lecz także stanowić swoistą reklamę  rodzinnego sklepu z tkaninami w rzymskim Trewirze (Augusta Treverorum). Wiadomo, że kolumna usytuowana była w odległości 9 km od rzymskiego mostu w Trewirze, co wynika ze szczegółu na płaskorzeźbie w attyce po stronie zachodniej zabytku, gdzie wyobrażony w scenie z zaprzężonym wozem kamień milowy nosi oznaczenie LIIII – tzn. 4 mile galijskie (leuga)). Po upadku cesarstwa rzymskiego pomnik uniknął zniszczenia dzięki przeświadczeniu, że płaskorzeźba na południowej stronie kolumny przedstawia zaślubiny cesarza Konstancjusza I z Heleną, późniejszą świętą.
Jako pomnik grobowy nie zawierał szczątków zmarłych, jakkolwiek podczas prac restauratorskich w 1985-86 natrafiono w cokole od strony zachodniej na kryptę (o wymiarach 2 x 2x 2 m) przewidzianą na urny z prochami.

## W spuściźnie kulturowej
Uderzający kształt tego zabytku, jego dekoracyjność, a także położenie sprawiły, że od dawna utrwalano go w opisach i wizerunkach. Do najstarszych należy wyobrażenie na mapie Mercatora z 1567, zilustrował go też kartograf Joan Blaeu (1649). W relacji z podróży wspomniał go towarzyszący nuncjuszowi papieskiemu Fulvio Ruggieri (1562); po nim pomnik odwiedzały tak znane postacie europejskiej kultury, jak Friedrich Schinkel czy Victor Hugo. Szczególnym zainteresowaniem obdarzył go Goethe, który oglądał go latem i jesienią 1792 jako uczestnik kampanii wojennej we Francji, poświęcając mu żywy i trafny literacki opis. M.in. uznał, że zabytek nazwać można artystycznie zdobionym obeliskiem. Pod względem estetycznym wyrażał jednak ostrożny krytycyzm względem „prowincjonalnego charakteru pomnika i jego barbarzyńsko przeładowanej dekoracji rzeźbiarskiej”.
Pierwszą naukową publikację zabytku ogłosił w 1846 Franz Theodor Kugler (Das Römische Denkmal zu Igel). 
W 1986 kolumnę w Igel wpisano na listę dziedzictwa kulturowego UNESCO. W trewirskim Rheinisches Landesmuseum eksponowana jest od 1993 jej kopia z odtworzoną pierwotną polichromią.